# Synthemis fenella
Synthemis fenella là loài chuồn chuồn trong họ Synthemistidae. Loài này được Campion mô tả khoa học đầu tiên năm 1921.